# Eden (film 2024)
Eden è un film del 2024 diretto da Ron Howard.
Il film è basato sulla storia realmente accaduta di alcuni coloni europei che giunsero ad abitare sull'isola di Floreana.

## Trama
1929. Il dottor Friedrich Ritter fugge dalla Germania rinnegando i valori borghesi che ritiene stiano distruggendo la vera natura dell'uomo, e si trasferisce sull'incontaminata isola di Floreana, nelle Galápagos. Con lui c'è la sua amante e imbelle discepola Dora Strauch, malata di sclerosi multipla; l'uomo, che per evitare infezioni ai denti se li è sradicati tutti, passa le giornate a scrivere un trattato di filosofia sul bisogno di rifondare la società umana. 
1932. Le lettere che Ritter ha spedito in Germania e in cui millanta che Dora stia guarendo dalla sclerosi hanno destato l'attenzione di molte persone: tra questi c'è anche il veterano di guerra Heinz Wittmer il quale, avendo un figlio, Harry, malato di tubercolosi, decide di adottare il medesimo, selvaggio stile di vita nel tentativo di curarlo, seguito anche dalla seconda moglie Margret, che si scopre incinta poco dopo l'arrivo a Floreana. Fin da subito Ritter e Dora sfoggiano tutta la loro misantropia dimostrandosi estremamente ostili con i nuovi arrivati tanto da farli accampare in una zona cavernosa dove sembra impossibile coltivare un orto o rimediare agevoli fonti d'acqua. Wittmer però non si perde d'animo e trova il modo di rendere fruttuoso il terreno e di costruire una comoda casetta.
Poco dopo giunge sull'isola anche la sedicente baronessa Eloise Bosquet de Wagner Wehrhorn, seguita da alcuni servitori-amanti. La donna ha intenzione di costruire sulla spiaggia un grosso hotel di lusso e per togliere di mezzo gli altri abitanti di Floreana cerca di mettere zizzania tra di loro. Peraltro, quando le mancano le provviste, manda i suoi sottomessi a rubarle. Per il resto, passa le giornate avendo rapporti sessuali e ascoltando composizioni d'orchestra tedesche.
Quando a Margret si rompono le acque e dà alla luce il bambino, Wittmer chiede disperatamente aiuto a Ritter il quale, alla fine, accetta di assistere la donna nelle operazioni post-parto. Ciò provoca un forte risentimento in Dora, che vede il suo amante tradire quegli ideali che li hanno portati a vivere lontano dalla civiltà.
Nel frattempo, mentre ci si rende conto che è solo una ciarlatana spiantata, che si è procurata oggetti costosi grazie alle sue doti seduttorie, Eloise prosegue con i tentativi di mettere ulteriormente contro le due famiglie; le invita anche a cena proponendo esagerate razioni del cibo che ha fatto sottrarre loro, e altre provocazioni portano a ripetuti alterchi tra i membri delle due coppie.
Alla fine, quando a rimetterci le penne è l'asino di Dora e Ritter, quest'ultimo perde le staffe e risolve il problema uccidendo Eloise con un colpo di fucile. Coi servitori della donna morti o fuggiti via, il dottore si accorda poi con Wittmer per nascondere l'omicidio della donna alle loro compagne, ma di nascosto scrive una lettera al governatore delle Galápagos denunciando il veterano di guerra come autore del crimine. Mentre le forze armate sono in viaggio verso l'isola, però, Dora, ancora delusa dall'uomo che tanto ammirava, lo avvelena con del cibo avariato: Ritter muore tra atroci sofferenze.
Quando il governatore arriva a Floreana interroga Margret, e lei discolpa il marito che nel frattempo le ha rivelato tutta la verità. Non sapendo trovare una soluzione al caso, l'ufficiale opta per andarsene e Dora accetta di unirsi a lui. Wittmer, Margret e i loro figli decidono invece di rimanere sull'isola.
In futuro, le due donne scriveranno libri con versioni molto diverse di quanto accaduto tra loro. Dora morirà nel 1943 a causa della malattia; Margret si spegnerà nel 2000 a 96 anni, insediata ancora a Floreana.

## Distribuzione
Il film è stato presentato in anteprima mondiale il 7 settembre 2024 al TIFF.
La prima italiana è stata il 22 novembre 2024 al 42º Torino Film Festival. È stato distribuito nelle sale italiane da 01 Distribution dal 10 aprile 2025.

## Accoglienza

### Incassi
Il film ha incassato 825041 $ nel mondo, di cui 413876 € in Italia.

### Critica
Su Rotten Tomatoes il 57% di 30 critici esprime gradimento per il film, su Metacritic il voto medio di 13 critici è di 60/100.